# 성경의 장과 절
유대교 성경이나 기독교 성경의 원본에는 장과 절 구분이 나타나지 않았다. 이러한 구분은 성경의 단락 본문의 일부를 구성한다. 13세기 초 이래로 대부분의 성경 사본과 판에는 가장 짧은 경전을 제외한 모든 책이 일반적으로 한 페이지 정도의 장 (책)으로 구분되어 나와 있다. 16세기 중반부터 편집자들은 각 장을 구절로 세분화했다. 각 구절은 몇 줄의 짧은 줄이나 하나 이상의 문장으로 구성되었다. 킹 제임스 성경(KJV)에서는 에스더 8장 9절이 가장 길고 요한복음 11장 35절이 가장 짧다. 때로는 에베소서 2장 8-9절의 경우처럼 한 문장이 한 절 이상에 걸쳐 있을 때도 있고, 창세기 1장 2절의 경우처럼 한 절에 두 문장 이상이 있는 경우도 있다.
히브리어 본문의 유대인 구분은 기독교인들이 사용하는 구분과 여러 점에서 다르다. 예를 들어, 유대인 전통은 많은 시편의 귀속을 독립된 절이나 후속 절의 일부로 간주하는 반면, 확립된 기독교 관행은 각 시편의 귀속을 독립적이고 번호가 없는 것으로 취급하여 기독교 본문보다 유대인 역본에 116개 더 많은 구절이 있다. 일부 장 구분은 다른 장소에서도 발생한다. 히브리어 성경에는 역대상 5장 27~41절이 있고, 기독교 번역에는 역대상 6장 1~15절이 있다.

## 같이 보기
- 성경